# Адис (Луизијана)
Адис (енгл. Addis) град је у америчкој савезној држави Луизијана.

## Демографија
По попису из 2010. године број становника је 3.593, што је 1.355 (60,5%) становника више него 2000. године.
| Група             | 2000.         | 2010.         |
| Белци             | 1.686 (75,3%) | 2.449 (68,2%) |
| Афроамериканци    | 514 (23,0%)   | 1.022 (28,4%) |
| Азијати           | 3 (0,1%)      | 27 (0,8%)     |
| Хиспаноамериканци | 22 (1,0%)     | 66 (1,8%)     |
| Укупно            | 2.238         | 3.593         |